# Distrito electoral de Oakland (condado de Boone, Nebraska)
Oakland (en inglés: Oakland Precinct) es un distrito electoral ubicado en el condado de Boone en el estado estadounidense de Nebraska. En el Censo de 2010 tenía una población de 627 habitantes y una densidad poblacional de 2,26 personas por km².

## Geografía
Oakland se encuentra ubicado en las coordenadas 41°51′27″N 98°7′57″O / 41.85750, -98.13250. Según la Oficina del Censo de los Estados Unidos, Oakland tiene una superficie total de 277.15 km², de la cual 276.92 km² corresponden a tierra firme y (0.08%) 0.23 km² es agua.

## Demografía
Según el censo de 2010, había 627 personas residiendo en Oakland. La densidad de población era de 2,26 hab./km². De los 627 habitantes, Oakland estaba compuesto por el 98.72% blancos, el 0% eran afroamericanos, el 0.48% eran amerindios, el 0% eran asiáticos, el 0% eran isleños del Pacífico, el 0.16% eran de otras razas y el 0.64% pertenecían a dos o más razas. Del total de la población el 1.12% eran hispanos o latinos de cualquier raza.